# Dedovshchina

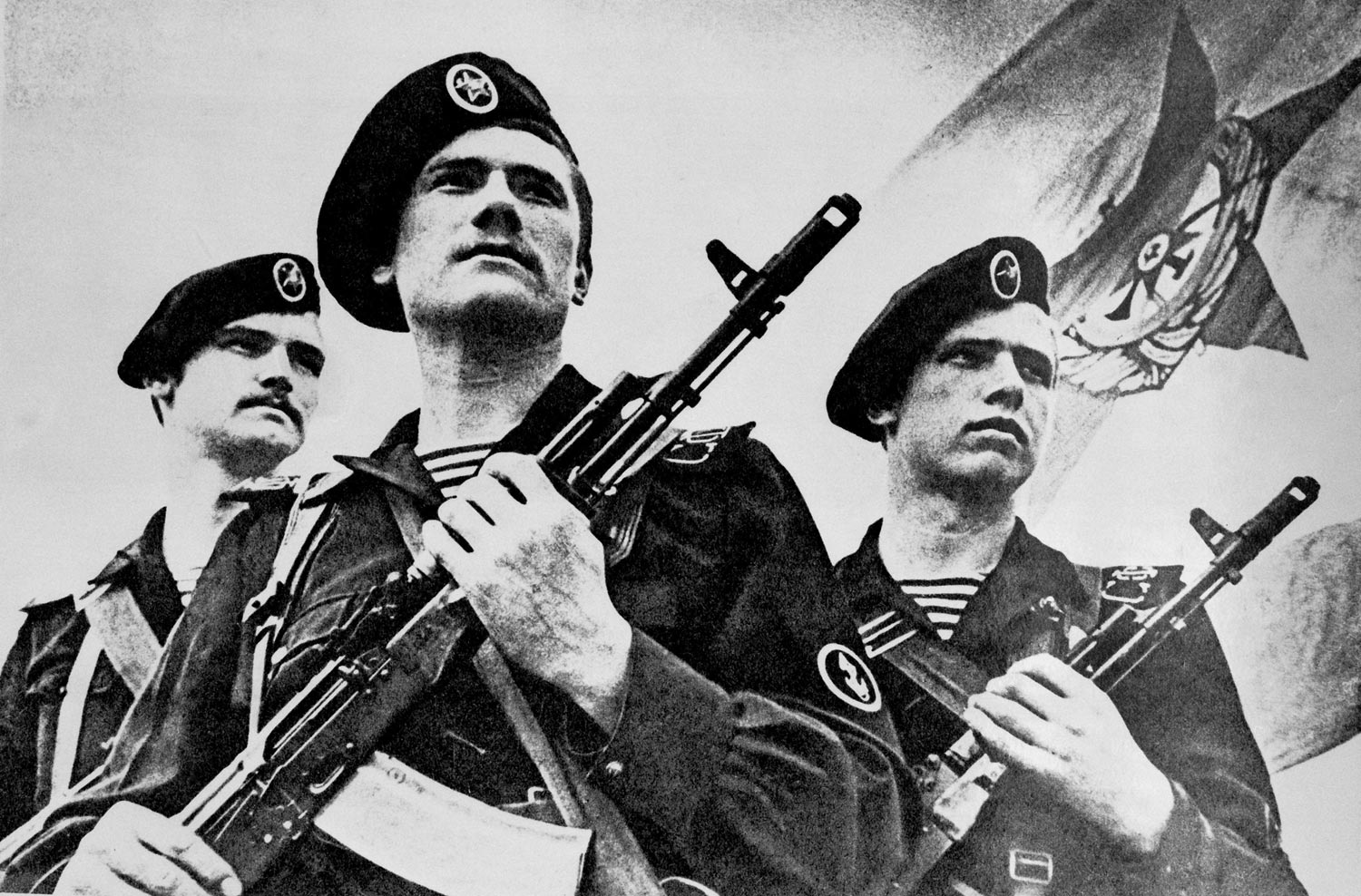
Tres soldados de la infantería naval soviética portando fusiles de asalto AK-74

Dedovshchina (en ruso: дедовщина, AFI: [dʲɪdɐˈfɕːinə], lit. “reinado de los abuelos” o “etarquía”) es la práctica informal de iniciación (novatadas) y acoso constante de conscriptos novatos durante su servicio, anteriormente en las Fuerzas Armadas Soviéticas y hoy en las Fuerzas Armadas de Rusia, Tropas Internas, y Guardias Fronterizos del FSB (en mucha menor medida), así como en las fuerzas militares de ciertas antiguas Repúblicas Soviéticas. Consiste en la brutalización por conscriptos más veteranos que cumplen su último año de servicio militar obligatorio, así como suboficiales y oficiales.
La dedovshchina abarca una variedad de actividades subordinadas o humillantes llevadas a cabo por los rangos inferiores: desde hacer las tareas de los rangos superiores hasta el abuso físico y psicológico violento y a veces letal, similar a una forma extremadamente cruel de intimidación o incluso tortura. A menudo se cita como una fuente importante de baja moral en los rangos.
Habitualmente, con la justificación de mantener la autoridad, la violencia física o el abuso psicológico pueden usarse para hacer que el "joven" haga ciertos deberes fatigosos. En muchas situaciones, la novatada no es, de hecho, el objetivo. Los reclutas con antigüedad explotan a sus jóvenes para proporcionarse una existencia más cómoda, y los aspectos violentos surgen cuando los jóvenes se niegan a "seguir las tradiciones".[cita requerida] Ha habido ocasiones en que los soldados han resultado heridos de gravedad o, en situaciones extraordinarias, asesinados.

## Etimología
El término deriva de "ded" (дед, “abuelo”), que es la jerga militar del ejército ruso que significa soldados en su tercer (o cuarto, que también se conoce como "dembel" (дембель)) año de servicio obligatorio, derivado de una vulgarización de la palabra "desmovilización" (демобилизация, demobilizatsia). Esta palabra es usada erróneamente por los soldados para describir el acto de renunciar al ejército; los soldados también se refieren a este "dembel" o "DMB" (ДМБ) al medio año de reclutamiento, con el sufijo -shchina que denota un tipo de orden, regla o régimen. Por lo tanto, se puede traducir literalmente como "regla del abuelo". Este es esencialmente un sistema popular de antigüedad basado en la etapa de servicio, en su mayoría no respaldado por código o ley, que solo concede antigüedad a los reclutas promovidos a varios rangos de Sargento y Yefreitor.

## Historia
El origen de este problema se atribuye a menudo al cambio en el término de reclutamiento provocado por la ley del 12 de octubre de 1967, que provocó que dos grupos diferentes de conscriptos estuvieran simultáneamente presentes en el ejército: aquellos que fueron reclutados para un servicio de tres años y otros para dos años. Durante el mismo año, se llegó a una decisión para reclutar reclutas con antecedentes penales en las filas, debido a una crisis demográfica después de la Segunda Guerra Mundial. Si bien la opresión de conscriptos más viejos probablemente siempre ha tenido lugar en el ejército, después de esa fecha, con la introducción del sistema de cuatro clases (creado por las llamadas bianuales), se volvió sistemático y desarrolló sus propias reglas y rangos.

## Situación actual
Muchos jóvenes son asesinados o se suicidan todos los años debido a la dedovshchina. The New York Times informó que en 2006, al menos 292 soldados rusos fueron asesinados por dedovshchina (aunque el ejército ruso solo admite que 16 soldados fueron directamente asesinados por actos de dedovshchina y afirma que el resto se suicidó). El Times afirma: «El 4 de agosto, el fiscal militar principal anunció que ya se habían registrado 3 500 denuncias de abusos este año (2006), en comparación con 2 798 en 2005». Mientras tanto, la BBC informa que en 2007, 341 soldados se suicidaron, una reducción del 15% con respecto al año anterior.
La Unión de los Comités de Madres de Soldados de Rusia trabaja para proteger los derechos de los jóvenes soldados.
En 2012, un recluta de la región de Cheliábinsk, Ruslan Aiderjánov, fue torturado hasta la muerte por sus mayores. El testigo que estaba dispuesto a testificar contra los presuntos perpetradores, Danil Chalkin, fue encontrado más tarde muerto a tiros en su base militar. Un soldado por contrato, Alikbek Musabekov, fue arrestado más tarde en este incidente.

## Acciones gubernamentales
En general, el estado ha hecho poco para restringir la dedovshchina. En 2003, sobre los problemas específicos de la denegación de alimentos y la mala nutrición, el Viceministro de Defensa, V. Isakov, negó rotundamente la existencia de tales problemas.
Desde 2005, el Ministerio de Defensa ha publicado estadísticas mensuales de incidentes y delitos, incluidos casos de muerte.
A partir de 2007/08, el tiempo de servicio del recluta se redujo de dos años a uno; dedovshchina ocurre principalmente cuando los conscriptos de segundo año abusan de conscriptos del primer año, esta medida está parcialmente destinada a restringir la práctica.

## Dedovshchina en la cultura popular
Varias películas soviéticas y rusas retrataron la dedovshchina a pesar de la abstención militar de ayudar a la producción. A continuación se muestra la filmografía seleccionada:
- Delay - raz! - Делай — раз! - 1990
- Karaul - Караул - 1990
- Afganskiy izlom - Афганский излом - 1990
- 100 días - Сто дней до приказа - 1990
- Kisneviy golod - Кислородный голод - 1992
- Zelyonyy slonik - Зеленый слоник - 1999
- DMB - ДМБ - 2000
- La novena compañía - 9-я рота - 2005
- La búsqueda - 2014

Además, en la novela La caza del Octubre Rojo, Tom Clancy escribe que el veterano capitán naval soviético Marko Ramius se negó a permitir que la dedovshchina se practicara en cualquier lugar de su barco, definiéndolo como "terrorismo de bajo nivel".

## Otras lecturas
- «Lawmakers pass bill to reinstate isolation cells in Russian army». Moscow. 15 de noviembre de 2006.
- Conscript's Prostitution Claims Shed Light On Hazing
- Military Conscripts Caught In Deadly 'Cycle Of Violence'
- Thousands Dodge Military Service as Draft Begins
- Army Cracks Down On Military Service Loophole
- Article in the Washington Post by Peter Finn (2006-01-30): "Violent Bullying of Russian Conscripts Exposed" (enlace roto disponible en Internet Archive; véase el historial, la primera versión y la última)..
- Russian Officer Kicks Soldier To Death
- Dmitry Puchkov about dedovschina: Oper.ru Oper.ru (en ruso)
- Book by Yury Polyakov (Ю́рий Миха́йлович Поляко́в): Сто дней до приказа ("One Hundred Days Till the Release Order", written in 1980, but was only able to be published in 1987). One of the first books to discuss this taboo subject, only publishable after Perestroika. A film based on the book and bearing the same title also came out in 1990. (In Russian)
- Oleg Divov, 2007, "Oruzhiye vozmezdiya" (Оружие возмездия, Weapon of vengeance)
- Françoise Daucé, Elisabeth Sieca-Kozlowski: Dedovshchina in the Post-Soviet Military: Hazing of Russian Army Conscripts in a Comparative Perspective. (Foreword by Dale Herspring) Soviet & Post-Soviet Politics & Society 28, Ibidem: Stuttgart 2006, ISBN 3-89821-616-0.
- Golts, Alexander. "The Social and Political Condition of the Russian Military." In The Russian Military: Power and Policy, edited by Steven E. Miller and Dmitri Trenin, 73-94. Cambridge: The MIT Press, 2004. ISBN 0-262-63305-1.
- Sakwa, Richard. Russian Politics and Society, 4th ed. New York: Routledge, 2008. ISBN 0-415-41527-6.
- Special Issue on Dedovshchina The Journal of Power Institutions in Post-Soviet States. 1/2004.
- Hazing in the Belarusian army Archivado el 26 de julio de 2018 en Wayback Machine. Belarus Digest

- Datos: Q1182237